# Hyphessobrycon reticulatus
Hyphessobrycon reticulatus és una espècie de peix de la família dels caràcids i de l'ordre dels caraciformes.

## Morfologia
- Els mascles poden assolir 4,9 cm de llargària total.[4]

## Hàbitat
Viu a àrees de clima subtropical entre 15 °C - 25 °C de temperatura.
Es distribueix a rius costaners entre els estats de Rio de Janeiro i Santa Catarina (Brasil). També és present a l'Argentina.